# コプロポルフィリノーゲンデヒドロゲナーゼ
コプロポルフィリノーゲンデヒドロゲナーゼ（coproporphyrinogen dehydrogenase, HemN）は、ポルフィリンおよびクロロフィル代謝酵素の一つで、次の化学反応を触媒する酸化還元酵素である。
コプロポルフィリノーゲンIII + 2 S-アデノシル-L-メチオニン {\displaystyle \rightleftharpoons } プロトポルフィリノーゲンIX + 2 CO2 + 2 L-メチオニン + 2 5'-デオキシアデノシン
反応式の通り、この酵素の基質はコプロポルフィリノーゲンIIIとS-アデノシル-L-メチオニン、生成物はプロトポルフィリノーゲンIXと二酸化炭素とL-メチオニンと5'-デオキシアデノシンである。
組織名はcoproporphyrinogen-III:S-adenosyl-L-methionine oxidoreductase (decarboxylating)で、別名にoxygen-independent coproporphyrinogen-III oxidase, radical SAM enzyme, coproporphyrinogen III oxidaseがある。